# Międzynarodowa Rada Badań Morza
Międzynarodowa Rada Badań Morza (International Council for the Exploration of the Sea - ICES) - międzynarodowa organizacja założona 22 lipca 1902 w Kopenhadze w celu badania zasobów morskich północnego Atlantyku i mórz przyległych. 
Założycielami ICES były: Dania, Finlandia, Niemcy, Holandia, Norwegia, Szwecja, Rosja i Wielka Brytania. 
Obecnie - oprócz założycieli - członkami ICES są Belgia, Kanada, Estonia, Francja, Islandia, Irlandia, Łotwa, Litwa, Polska, Portugalia, Hiszpania i Stany Zjednoczone. 
Status obserwatora mają Australia, Chile, Grecja, Nowa Zelandia, Peru i Południowa Afryka.